# Szansó tiszttartó
A Szansó tiszttartó (山椒大夫; Hepburn: Sanshō dayū) egy 1954-es japán korszakfilm Mizogucsi Kendzsi rendezésében. Mori Ógai hasonló című novelláján alapulva két főnemesi gyermek rabszolgaságba kerülését meséli el. Gyakran Mizogucsi egyik legkiemelkedőbb alkotásának tartják az Ugecu és az Oharu Élete mellett. Magán viseli a Mizogucsira jellemző szabadság, szegénység és a nők szociális helyzete iránti érdeklődést, és gyönyörű képekkel, hosszú és komplikált jelenetekkel dolgozik. Az operatőr a Mizogucsival korábban többször is együttműködő Mijagava Kazuo volt.
Az Egyesült Királyságban és Írországban Sanshō Dayū címen ismert.

## Cselekmény
|  | Alább a cselekmény részletei következnek! |

A Szansó Tiszttartó egy korszakfilm, vagy történelmi film, mely a feudális Japán Heian-korszakában játszódik. Egy erényes kormányzót egy távoli tartományba száműz egy földesúr. A feleségét és gyermekeit a testvéréhez küldik élni. Évekkel később a feleség, Tamaki (Tanaka Kinujo), és a gyerekek, Zusió és Andzsu elindulnak hozzátartozójuk után, de útjuk során elárulja őket egy álszent papnő és rabszolgaságba, prostitúcióba taszíttatnak. Az anyukát Szado szigetére hurcolják, a gyermekeket pedig rabszolga kereskedők eladják egy földesúri birtokra, ahol szörnyű körülmények között kegyetlenül bánnak a szolgákkal, és minden menekülni próbálót megbélyegeznek. A birtokot, mely az Udaidzsin (a kor japán Igazságügyi minisztere) védelmét élvezi, a névadó Szansó (Sindó Eitaró) tiszttartó irányítja. Szansó fia Taró (Kóno Akitake), a helyettes, egy sokkal emberibb gazda, és meggyőzi a fiatalokat, hogy ki kell tartaniuk a birtokon mielőtt megszöknének és megkeresnék apjukat.
A gyerekek fiatal felnőttekké érnek a szolgatáborban. Andzsu (Kagava Kjóko) továbbra is hisz apja tanításában, mely a másokkal való emberségességet hirdeti, de Zusió (Hanajagi Josiaki) elfojtva eme érzéseit a rabokat büntető felvigyázók egyike lesz, azon hitében, hogy csak így maradhat életben.
Andzsu meghall egy dalt egy új, Szadóról jött szolgalánytól, mely megemlíti őt és testvérét a dalszövegben. Ebből arra következtet, hogy anyjuk még mindig él. Megpróbálja meggyőzni Zusiót a szökésről, de az visszautasítja a nehézségek és nincstelenségük indokával.
Zusió parancsot kap, hogy vigye el Namidzsit, egy idős hölgyet az erdőbe meghalni a betegsége miatt.  Andzsu velük megy, és miközben faágakat törnek, hogy fedelet emeljenek a haldokló hölgynek felidézik gyermekkori emlékeiket.  Ekkor Zusió meggondolja magát, és megkéri Andzsut, hogy meneküljenek el megkeresni az anyjukat. Andzsu kéri, hogy vigye magával Namidzsit, míg ő hátul marad és eltereli az őrök figyelmét. Zusió megígéri, hogy visszatér Andzsuért, azonban menekülése után Andzsu egy tóba sétálva öngyilkos lesz, hogy ne szedhessék ki belőle testvére hollétét.
Zusió szökése után találkozik régi tanítójával, Taróval (Szansó fia) egy császári templomban. Zusió megkéri Tarót, hogy vigyázzon Namidzsire, aki épp felépülőben van kapott gyógyszerektől, hogy továbbmehessen Kiotóba, és felhívja a főtanácsadó figyelmét a rabszolgák szörnyűséges életére. Taró ír egy levelet Zusió személyének bizonyítására.
A főtanácsadó eleinte visszautasítja Zusiót, azonban rájön az igazságra egy a férfinél látott szobrocska nyomán. Ezután közli a főhőssel, hogy száműzött apja az előző évben meghalt, és felajánlja neki Tango kormányzói titulusát, pont azon tartományt, ahol Szansó földbirtoka is van.
Tango kormányzójaként Zusió első tette egy rabszolgaságot tiltó rendelet kiadása köz-, és magántulajdonú földeken is. Senki sem hiszi, hogy ezt megteheti, mivel a kormányzóknak nincs hatalma a magánföldek felett; habár Szansó kezdeti ellenállást mutat (embereivel tönkreteszi a rendeletet hirdető táblákat), így Zusió elrendeli az ő és csatlósai letartóztatását, kiszabadítva a rabokat. Mikor a rabok között Andzsut keresi megtudja, hogy testvére feláldozta magát az ő szabadságáért. A volt rabok elégetik a birtokot miközben Szansó és szolgáit száműzetik. A minisztérium megnyugtatására radikális tettéért azonnal lemond Zusió, állítva, hogy véghezvitte célját.
Zusió Szadóra utazik idős anyja keresésére, akiről úgy hiszi, továbbra is kurtizán.  Miután egy embertől úgy hallja, hogy anyja meghalt egy cunamiban, elmegy a partra, ahol állítólag életét vesztette. Itt talál egy közel megvakult, elgyengült idős hölgyet a parton üldögélve, a dalt énekelve, melyet évekkel korábban hallott. Anyját felismerve Zusió felfedi neki kilétét, de Tamaki szélhámosnak gondolja, míg Zusió nem adja oda a közös szobrocskájukat. Zusió elmondja Andzsu és apjuk halálát, és elnézését kéri, hogy nem kormányzói pompájával jött el érte. Ehelyett az apja bölcsességét követte, és a mások iránti megbocsátást választotta az átmeneti világi javak helyett, Szansó rabszolgáinak felszabadításával, más jótettek mellett. Elmondja anyjának – hű maradt apja tanításához. A film az anya megrendítő elismerésével ér véget.
|  | Itt a vége a cselekmény részletezésének! |

## Szereplők
- Tanaka Kinujo – Tamaki
- Kagava Kjóko – Andzsu
- Sindó Eitaró – Szansó
- Hanajagi Josiaki – Zusió
- Szugai Icsiró – Igazságügyi miniszter
- Micuda Ken – A császár főtanácsosa – Morozane Fudzsivara
- Cugava Maszahiko – Fiatal Zusió
- Simizu Maszao – Maszaudzsi Taira
- Naniva Csieko – Ubatake
- Mori Kikue – Papnő
- Kóno Akitake – Taró
- Kagava Rjószuke – Ricusi Kumotake

## Fogadtatás
A Szansó volt Mizogucsi utolsó filmje, mely díjat nyert a Velencei Filmfesztiválon, és felkeltette az európai kritikusok és filmkészítők érdeklődését. Sok kritikus nagyra becsüli; a The New Yorker filmkritikusa Anthony Lane írta 2006 szeptemberében Mizogucsiról: "Csak egyszer láttam a Szansó-t vagy tíz éve, megtört emberként állva fel a székből, de nyugodt meggyőződéssel, hogy sohasem láttam ennél jobbat; Azóta sem mertem újra megnézni, vonakodva a varázs megtörésétől, de azért is, mert az emberi szívet nem ilyen megpróbáltatásokra tervezték.

## Kiadás
A Szansó 2007-ig nem volt elérhető DVD-n angol nyelven, mikor kiadták a The Criterion Collection részeként az 1-es DVD régióban, míg a Masters of Cinema sorozatban  a 2-es régióban is kiadták Sanshō Dayū néven egy dupla DVD-s kiadásban a Gion Bayashi-val együtt. A Masters of Cinema újra kiadta a filmet Blu-ray és DVD formátumban egy csomagban 2012 áprilisában.
A Magyar Televízió Mizogucsi több filmjét is bemutatta.

## További források
- Sanshō dayū. British Film Institute (2000). ISBN 0-85170-541-3

## Fordítás
- Ez a szócikk részben vagy egészben  a   Sansho the Bailiff című angol Wikipédia-szócikk ezen változatának fordításán alapul.  Az eredeti cikk szerkesztőit annak laptörténete sorolja fel. Ez a jelzés csupán a megfogalmazás eredetét és a szerzői jogokat jelzi, nem szolgál a cikkben szereplő információk forrásmegjelöléseként.